# Obertor (Chur)

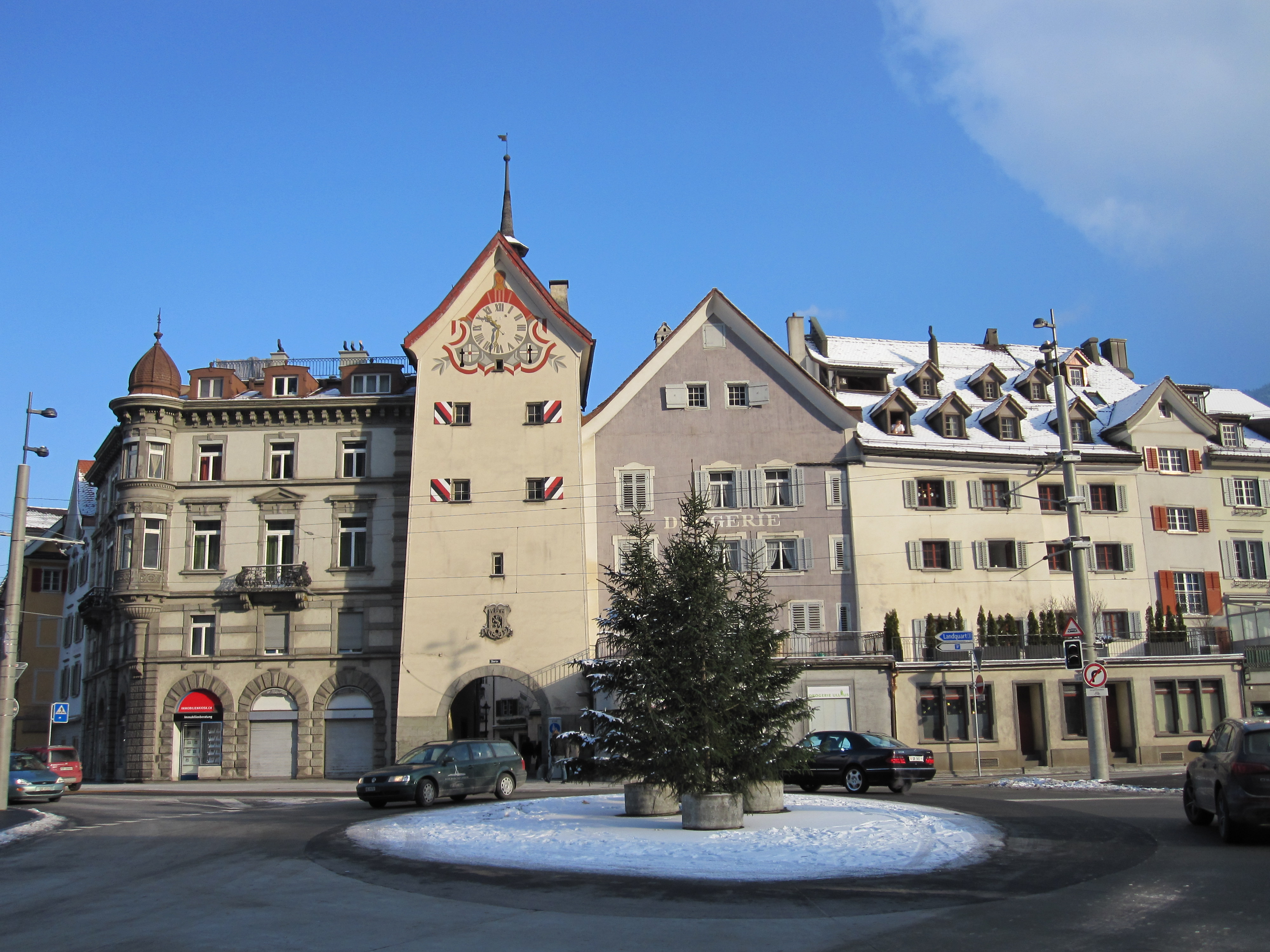
Das Obertor mit dem 2010 erstellten neuen Kreisel

Das Obertor in der Bündner Kantonshauptstadt Chur ist ein denkmalgeschütztes Stadttor und mit seinem vierstöckigen Turm Relikt der im 19. Jahrhundert beseitigten hochmittelalterlichen Stadtbefestigung, die auf die erste Hälfte des 13. Jahrhunderts zurückgeht. 1949 zum letzten Mal umfassend aussen restauriert, liegt es direkt bei der Plessurbrücke am Eingang zur Altstadt und bildete den südwestlichen Stadtausgang, wo auf dem stadteinwärts gelegenen Ochsenplatz der letzte Güterumschlag stattfand.
Der obere Teil des nach oben sich verjüngenden und mit den Farben des Churer Stadtwappens verzierten Turms, den ein Dachreiter aus dem 17. Jahrhundert krönt, wurde erst später aus repräsentativen Zwecken gebaut.
An einer neuralgischen innerstädtischen Transitachse gelegen, die Schanfiggerstrasse nach Arosa beginnt beim Obertor, wird vor dem Tor 2010/11 der Kreisel zur Erhöhung der Verkehrssicherheit und zur Beschleunigung des Verkehrsflusses erheblich erweitert. Dadurch soll das Obertor als eines der Wahrzeichen der Stadt Chur aufgewertet werden. Zur Komposition des Obertors gehört auch der nahegelegene Malteserturm.
Das Obertor ist seit 1854 Abgangsort der Churer Maiensässfahrt.

## Galerie

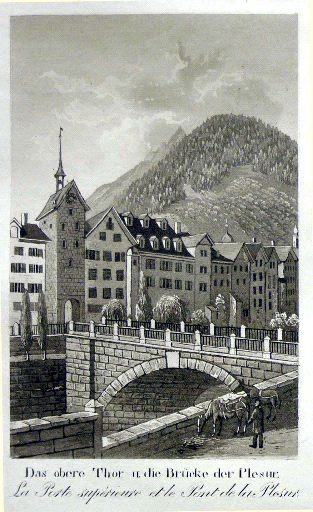
Aquatinta auf Papier von David Alois Schmid, 1835
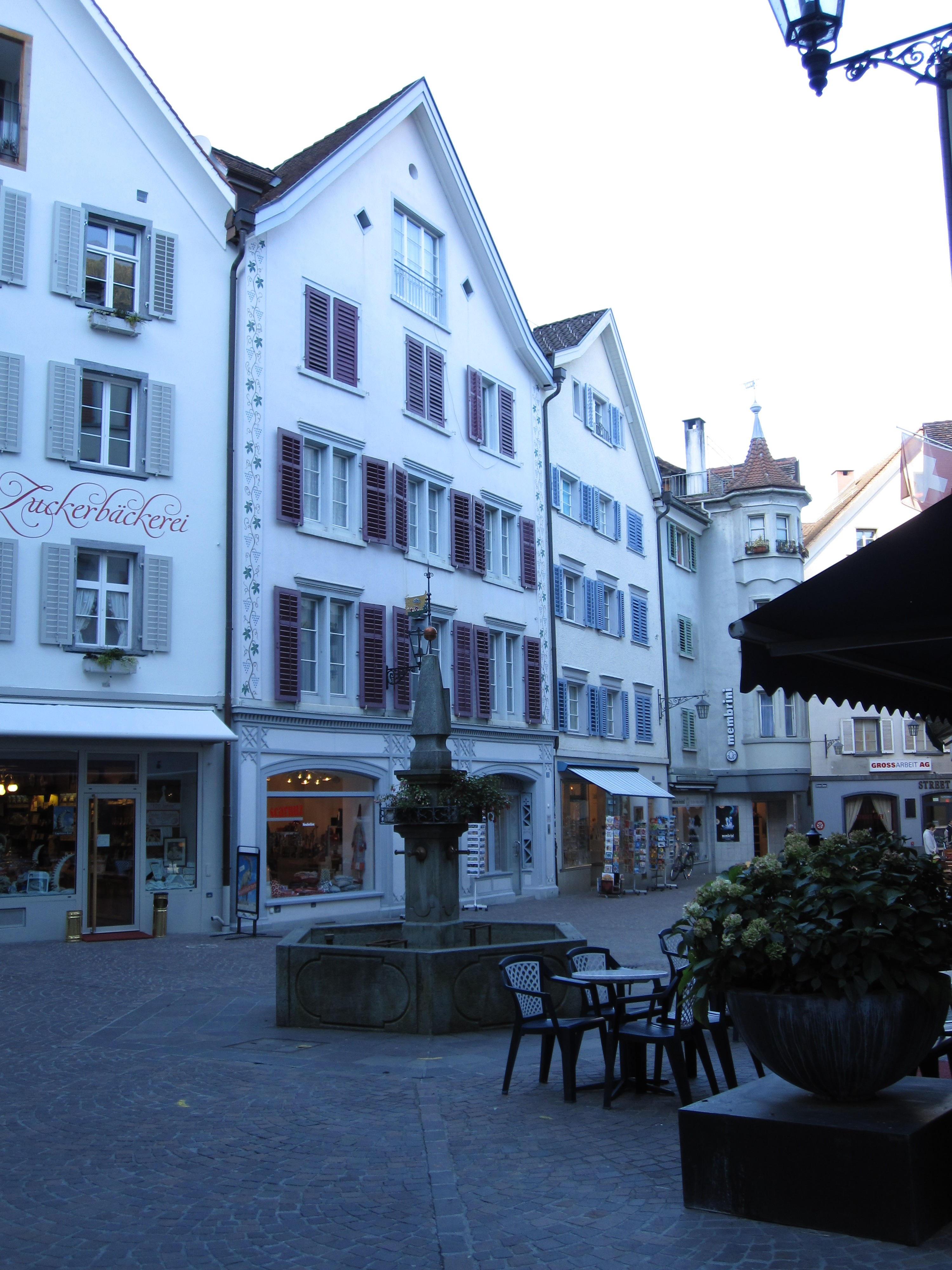
Ochsenplatz am Obertor, früher letzte Verladestation vor dem Verlassen der Stadt